# Marcel Boey
Marcel Boey (Brugge, 30 oktober 1905 - aldaar, 31 december 1998) was een Vlaams leraar, schrijver en Vlaams-nationalistisch voorman.

## Levensloop
Marcel Boey was een zoon van Leopold Boey (1882-1934) en Bertha Dupont (1882-1966). Hij trouwde in 1931 met Angèle Waes (1903-1961), met wie hij twee zoons en twee dochters had. Hij hertrouwde met Mona François, met wie hij een dochter had. Hij behaalde het diploma van regent wetenschappen aan de rijksmiddelbare normaalschool in Gent en was achtereenvolgens leraar in Zelzate (1927-1939), Maldegem (1939-1944) en Brugge (1951 tot zijn pensionering in 1970).
Hij werd voorzitter van de Kerels, een Vlaams-nationale studiekring in Brugge (1923-1930) en van de vereniging Klimop van de rijksmiddelbare normaalschool in Gent (1924-1925). Hij was voorzitter van het Davidsfonds Maldegem (1034-1938) en schreef artikels in 't Getrouwe Maldeghem en Nieuw Vlaanderen. Hij nam ook deel aan de Flor Grammens-acties in Zelzate.
Tijdens de Tweede Wereldoorlog was hij voorzitter van Winterhulp Maldegem en lid van het Vlaamsch Nationaal Verbond en van Nederland Eén. In vulgariserende stijl schreef hij in de door Joris Lannoo uitgegeven reeks Dietsche Gestalten over Willem van Oranje en Paul Kruger. Hem werd collaboratie aangewreven en van september 1944 tot februari 1945 werd hij geïnterneerd. In 1948 kreeg hij ontslag van rechtsvervolging en werkte gedurende enkele jaren in een uitgeversfirma. Vanaf 1951 was hij opnieuw leraar in het rijksonderwijs.
Hij trad toe tot de Vlaamse Volksbeweging (VVB) en werd in 1956 voorzitter van de afdeling West-Vlaanderen. In 1964 trad hij toe tot het VVB-hoofdbestuur en stond er in voor de politieke kadervorming. In 1967 werd hij algemeen ondervoorzitter. In 1971 werd hij hoofdredacteur van Doorbraak, het veertiendaags blad van de VVB. Meer dan twintig jaar was Boey een van de belangrijkste bestuursleden. Hij was tevens West-Vlaams provinciaal voorzitter van de Vereniging voor Beschaafde Omgangstaal en vanaf 1970 lid van het IJzerbedevaartcomité en lid van de raad van bestuur. In Brugge was hij de vertegenwoordiger van de Katholieke Filmliga. In de fusiestad Brugge was hij lid (1970-1976) van de commissie voor toponymie en straatnamen, die onder meer adviseerde over het wegwerken van dubbel of meervoudig gebruikte straatnamen op het Brugse grondgebied.

## Publicaties
- Artikelen in Doorbraak en De Vlaamsche Oudstrijder.
- Dr. Jules Persijn, zijn leven en werk, 1939.
- Prins Willem, Tielt,  1942.
- Paul Kruger, Tielt, 1944.
- Moeder, Tielt, 1945.
- Riddertrouw, 1948, navertelling van het Roelantslied.
- Het morele en juridische aspect van de repressie, 1948.
- Van Fernando die Antonius werd, over de H. Antonius, 1953.
- De voedstervader, over de H. Jozef, 1955.
- Zo leefde en sprak Prof. Dr. Daels, 1972.
- Vlaanderen aan de Yzer. Tragedie 14-18. Voorspel, 1974.
- Vlaamse Volksbeweging. Twintig Jaar werking, 1977.
- Hoe het anders werd. 23 brieven aan jonge mensen, 1980.
- Wollestraat, dichtbundel, 1982.
- Verschaeve, 'Gudrun' en de Vlaamse Meisjesbeweging, in: Verschaeviana, 1983.
- De Geus, 1983.